# Leucanopsis alarica
Leucanopsis alarica là một loài bướm đêm thuộc phân họ Arctiinae, họ Erebidae.